# Harjujärvet (Gällivare socken, Lappland, 741087-174989)
Harjujärvet är en sjö i Gällivare kommun i Lappland och ingår i Kalixälvens huvudavrinningsområde. Harjujärvet ligger i Torne och Kalix älvsystem Natura 2000-område.